# Ganj Dareh

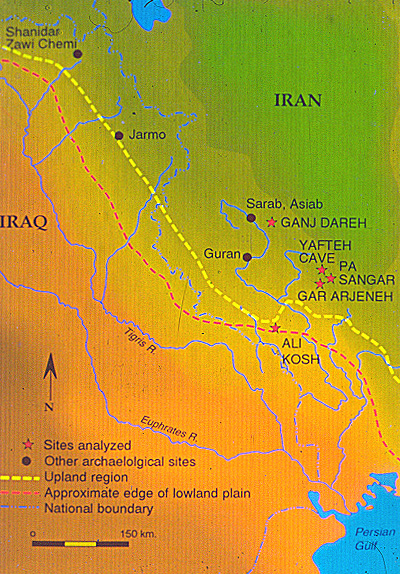
Mapa que muestra la ubicación de Ganj Dareh, Tepe Guran, Tepe Sarab, Ali Kosh y Tepe Asiab, así como algunos otros lugares antiguos de actividad ganadera.

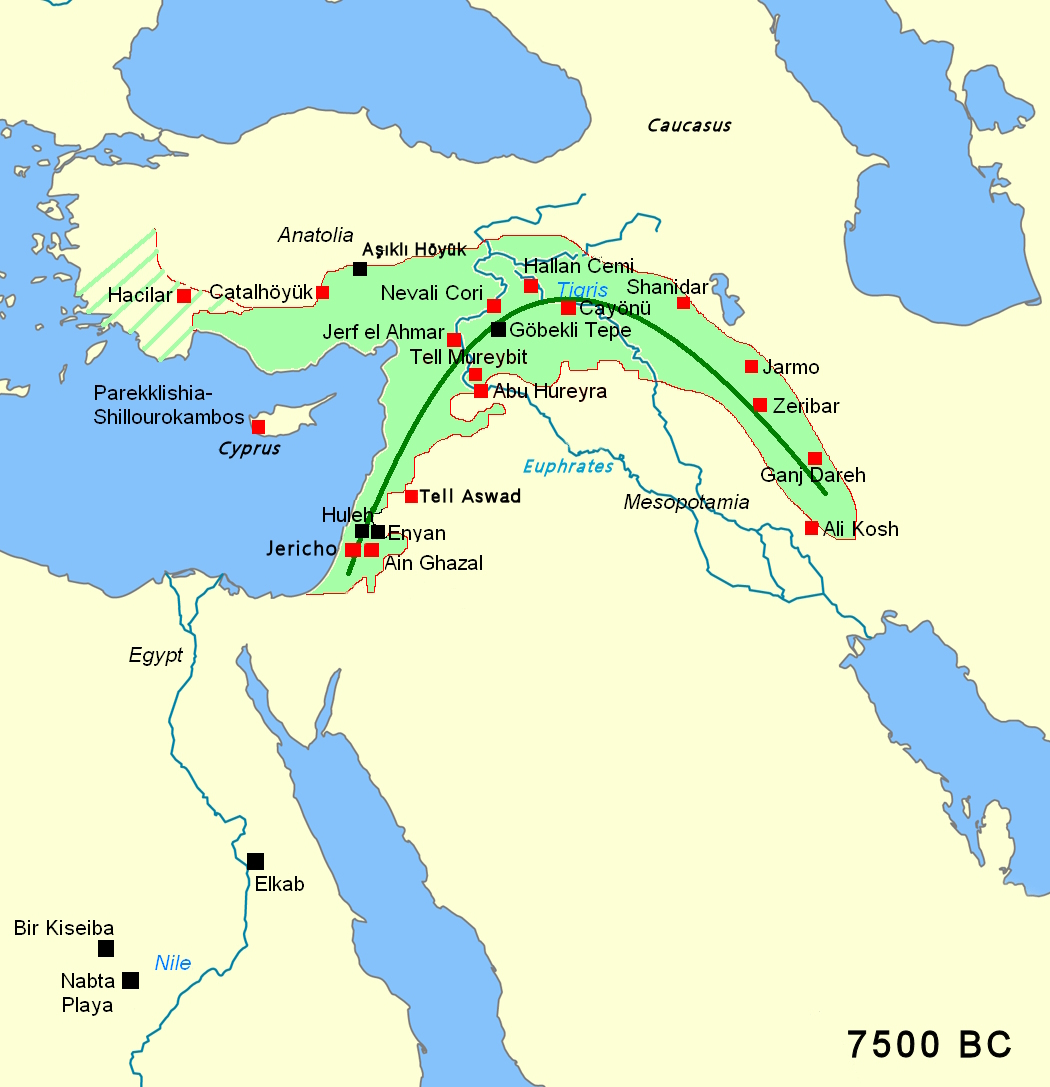
Área del Creciente Fértil, hacia el 7500 a. C., con los principales yacimientos. Ganj Dareh es uno de los yacimientos importantes del Neolítico precerámico La zona de Mesopotamia propiamente dicha aún no estaba poblada por humanos.

Ganj Dareh (en persa)ː تپه گنج دره; “Valle del Tesoro”, o “Colina del Valle del Tesoro” si se añade tepe/tappeh (colina) al nombre) es un asentamiento neolítico en el oeste de Irán. Se encuentra en el Shahrestān di Harsin en el este de la provincia de Kermanshah, en los montes Zagros centrales.

## Historia de la investigación
Descubierta por primera vez en 1965, fue excavada por el arqueólogo canadiense Philip Smith durante las décadas de 1960 y 1970, durante cuatro temporadas de campo.
Situado a 1400 metros de altitud en el valle de Gamas-Ab, el montículo de 40 m de diámetro oculta 7-8 m de depósitos neolíticos. En particular, se descubrió un conjunto de viviendas que cubrían tumbas que contenían al menos 116 individuos diferentes.
Los restos de asentamientos más antiguos del lugar datan de hace unos 10 000 años, y han dado la evidencia más antigua de la cabra domesticada en el mundo. La única evidencia de cultivos domesticados encontrada en el yacimiento hasta el momento es la presencia de cebada de dos hileras.
Los restos se han clasificado en cinco niveles de ocupación, desde el A, en la parte superior, hasta el E.

## Cerámica
Ganj Dareh es importante para el estudio de la cerámica neolítica en la Lorestán y el Kurdistán. Se trata de un periodo que comienza a finales del octavo milenio y se prolonga hasta mediados del sexto milenio a. C. También son importantes las evidencias de otros dos yacimientos excavados en las cercanías, de Tepe Guran, y Tepe Sarab (mostrados en el mapa de este artículo). Todos ellos están situados al suroeste de Harsín, en el distrito de Mahidasht, y en el valle de Hulailan.
En Ganj Dareh se aprecian dos tradiciones cerámicas antiguas. Una se basa en el uso de la arcilla para las figuritas y las pequeñas piezas geométricas, como los conos y los discos. Están fechadas entre el 7300 y el 6900 a. C.
La otra tradición cerámica se originó en el uso de la arcilla para las construcciones con paredes de barro (ca. 7300 a. C.) Estas tradiciones también las comparten Tepe Guran y Tepe Sarab. Tepe Asiab también se encuentra cerca de Tepe Sarab, y puede ser el más antiguo de todos estos yacimientos. Ambos sitios parecen haber sido ocupados estacionalmente. Otro yacimiento de la misma época es Chia Jani, también en Kermanshah. Chia Jani se encuentra a unos 60 km al suroeste de Ganj Dareh.
Ali Kosh es también un yacimiento relacionado con el periodo neolítico.

## Genética
Los investigadores secuenciaron el genoma del hueso petroso de una mujer de 30-50 años de Ganj Dareh, GD13a. El análisis del ADNmt muestra que pertenecía al haplogrupo X. Es fenotípicamente similar a los primeros agricultores de Anatolia y a los cazadores-recolectores del Cáucaso. Su ADN reveló que tenía el pelo negro, los ojos marrones y era intolerante a la lactosa. La variante derivada SLC45A2, asociada a la piel clara, no se observó en GD13a, pero sí la variante derivada SLC24A5, que también está asociada al mismo rasgo.
GD13a es el más cercano genéticamente a los antiguos cazadores-recolectores del Cáucaso identificados a partir de restos humanos de Georgia (cueva de Satsurblia y Kotias Klde), al tiempo que comparte afinidades genéticas con los habitantes de la cultura yamna y la Afanásievo. Pertenecía a una población genéticamente distinta de los agricultores neolíticos de Anatolia. En cuanto a las poblaciones modernas, muestra cierta afinidad genética con el pueblo baluchi, la casta makrani y el pueblo brahui , en realidad son los más cercanos a los zoroastrianos de Irán.
La muestra más antigua del haplogrupo R2a se observó en los restos de un humano neolítico de Ganj Dareh, en el oeste de Irán.

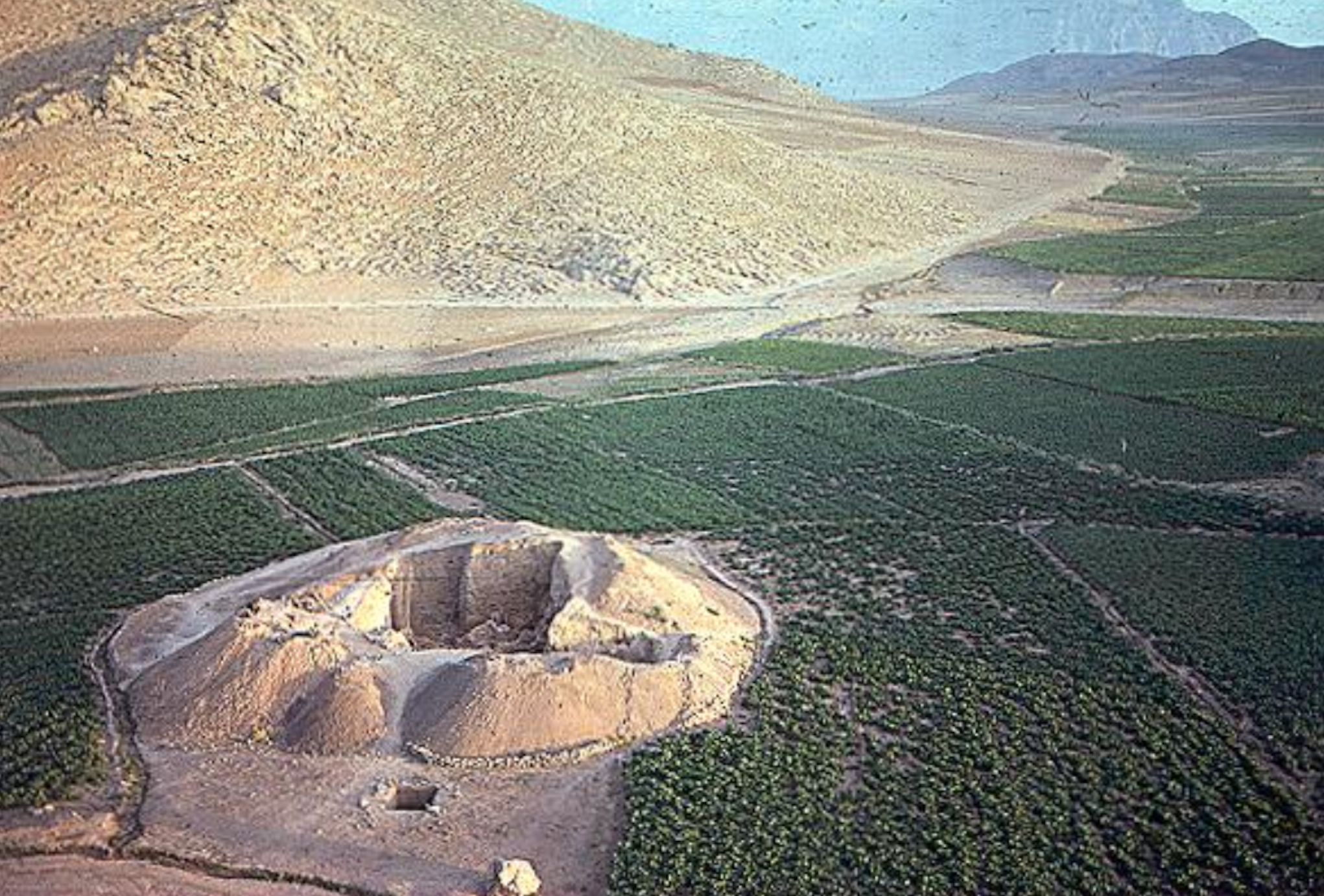
Yacimiento de Ganj Dareh.
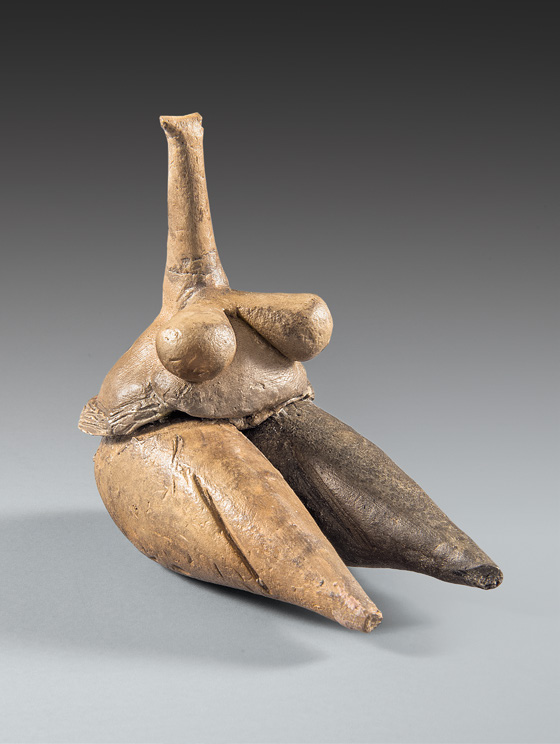
Figurilla humana de arcilla (diosa de la fertilidad) de Tepe Sarab, cerca de Ganj Dareh, Kermanshah ca. 7000-6100 a.C., período neolítico, Museo Nacional de Irán.
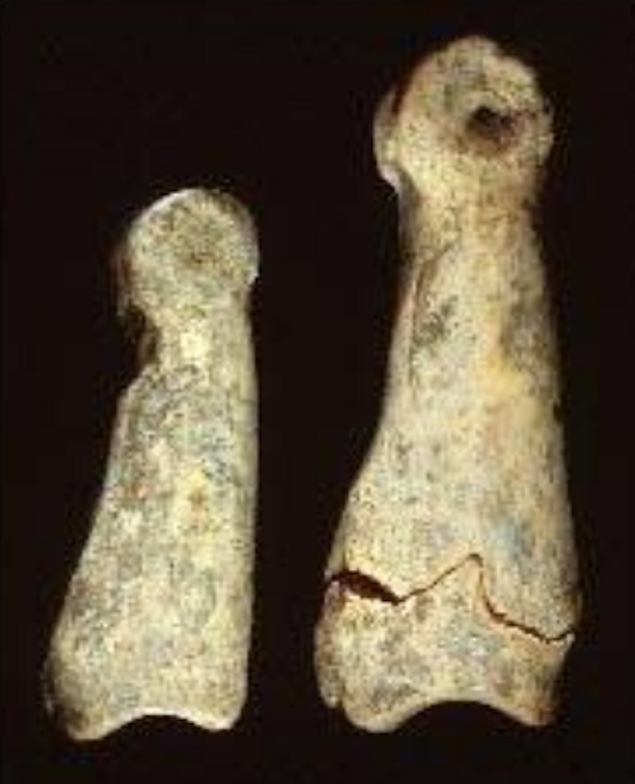
Objetos de Ganj Dareh.
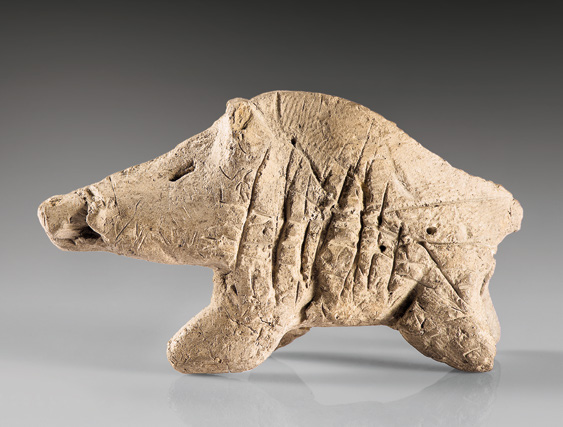
Figura de jabalí de arcilla del Neolítico, encontrada en Tepe Sarab, conservada en el Museo del Antiguo Irán.